# روزا بونسيل
وُلدت روزا بونزيلو (Rosa Ponzillo) في 22 يناير 1897 في ميريدين،كونيتيكت،وهي أصغر أخوتها الثلاثة. عاشت عائلتها في المنطقة الجنوبية من المدينة في مقاطعة معظم سكانها من المهاجرين من جنوب إيطاليا عند تقاطع طريق لويس (Lewis Avenue) مع شارع بارتليت (Bartlett Street) في البداية وانتقلت إلى شارع فورستر (Foster Street) ، حيث ولدت بونسيل، ثم انتقلت إلى مقاطعة سبرنغدالي (Springdale Avenue). وكان أبواها من المهاجرين الإيطاليين النابوليين. وقد كانت روزا تتمتع بصوت عذب بطريقة استثنائية في مرحلة مبكرة من عمرها، ففي سنواتها الأولى غنت دون تدريب يُذكر اعتمادًا على موهبتها الطبيعية. إلا أن براعتها الفائقة في مرحلة مبكرة كطالبة بيانو (تربت على يد مدرسة موسيقى تدعى أنّا ريان (Anna Ryan) وهي عازفة في أحد الكنائس الكاثوليكية القريبة) أدت إلى ميل روزا للآت الموسيقية بدلاً من الموسيقى الغنائية. ولكن مع تأثرها بأختها الكبرى كارميلا (Carmela) التي كانت مثلاً أعلى لها والتي واصلت بعد ذلك مهنتها كمغنية في ملهى ليلي بدأت روزا في تنمية اهتماماتها كعازف مصاحب في السينما الصامتة في ميريدين وما حولها من خلال غناء الأغاني الشعبية لجمهورها، بيد أن مشغل آلة تسليط الضوء في السينما قام بتغيير بكرات الفيلم. وفي عام 1914 أدت شهرتها كمغنية إلى توقيع عقد طويل الأجل في مسرح كارولينا وهو أحد أكبر دور السينما في نيو هافين (New Haven) القريب من جامعة يايل (Yale campus).

## روابط خارجية
- روزا بونسيل على موقع IMDb (الإنجليزية)
- روزا بونسيل على موقع الموسوعة البريطانية (الإنجليزية)
- روزا بونسيل على موقع ميوزك برينز (الإنجليزية)
- روزا بونسيل على موقع إن إن دي بي (الإنجليزية)
- روزا بونسيل على موقع أول ميوزيك (الإنجليزية)
- روزا بونسيل على موقع ديسكوغز (الإنجليزية)